# Josef Doubrava

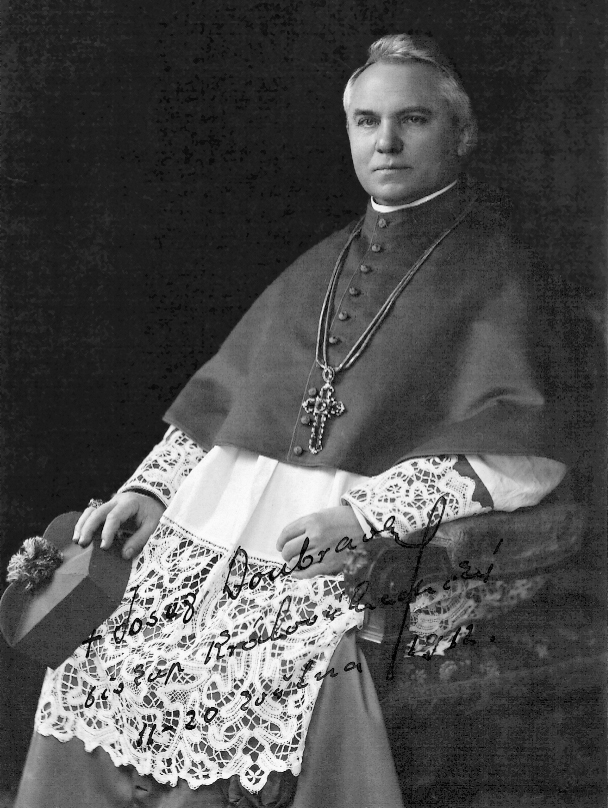
Bischof Josef Doubrava um 1912

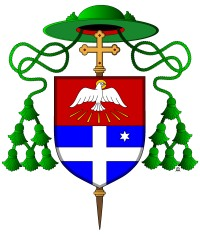
Wappen von Bischof Doubrava

Josef Doubrava (* 29. April 1852 in Mníšek pod Brdy; † 20. Februar 1921 in Königgrätz) war Bischof von Königgrätz.

## Werdegang
Nach dem Abschluss des Theologiestudiums wurde Josef Doubrava zum Priester geweiht. Anschließend war er Kaplan in Petrovice und ab 1877 Administrator in Dublovice. 1880 wurde er Adjunkt an der Theologischen Fakultät in Prag. 1883 erwarb er den theologischen Doktorgrad und wurde Rektor des erzbischöflichen Seminars, wo er Kirchenrecht lehrte. Später wurde er Kanoniker des Prager Domkapitels, Vorsitzender des kirchlichen Ehegerichts und Vorsitzender der Vereinigung des Archäologischen Museums.

## Bischof von Königgrätz
Nach dem Tod des Königgrätzer Bischofs Eduard Jan Nepomuk Brynych wurde Josef Doubrava am 9. Januar 1903 zu dessen Nachfolger nominiert. Nach der päpstlichen Bestätigung vom 22. Juni d. J. folgte eine Woche später die Bischofsweihe.